# L'Art du cinéma

L'Art du cinéma est une revue de cinéma française fondée en 1993 par Alain Badiou et Denis Lévy.

## Description
De petit format (A5), sous une couverture de couleur différente à chaque numéro, L'Art du cinéma paraît deux fois par an, et n’entend pas suivre l’actualité d’un point de vue critique. Cette revue est organisée autour de thèmes directeurs, à propos desquels sont convoqués des films de toutes époques. Son principe est d’appréhender ces films « comme des œuvres d’art, c’est-à-dire des formes de pensée autonome et singulière ».
Dans la lignée d’Études cinématographiques (qui a été intégré à La Revue des lettres modernes), L'Art du cinéma est essentiellement consacré à des études de films, dont la particularité est de chercher un point de vue synthétique sur les films, en dehors de la question des intentions de l’auteur. C’est pourquoi chaque article s’attache à désigner le sujet véritable du film, l’idée directrice que suscitent les diverses opérations du film à travers les émotions éprouvées. Cette approche est le résultat d’un travail collectif, de la discussion des films et des articles au choix des thèmes de chaque numéro.
L'Art du cinéma dispose aussi d’un site web, où sont accessibles les textes de certains numéros épuisés, les sommaires des numéros en vente et les index des numéros parus, ainsi que des textes inédits.

## Historique
À ses débuts, la revue se présentait sous la forme de petites brochures, qui accompagnaient des sessions publiques tenues dans diverses salles de cinéma de Paris, au cours desquelles étaient projetés deux films, l’un classique et l’autre moderne, accompagnés d’une conférence mettant en regard ces deux films. Après l’abandon, pour raisons financières, des sessions, la revue a pris de l’ampleur, et trouvé sa formule actuelle en 1998 : deux livraisons annuelles de numéros doubles ou triples (parfois davantage), toujours sans illustrations.
Le numéro 72-73 (Hiver 2011-2012), dont le thème est Parler d’un film, constitue un récapitulatif de la méthode de la revue.
La revue propose également des numéros consacrés aux cinéastes, comme Jean-Luc Godard.